# Gustav Sprick
Gustav Sprick (29 de novembro de 1917 - 28 de junho de 1941) foi um piloto alemão da Luftwaffe durante a Segunda Guerra Mundial. Voou 192 missões de combate, nas quais abateu 31 aeronaves inimigas (das quais 11 na Inglaterra), o que fez dele um ás da aviação. Foi morto em acção no dia 28 de junho de 1941.